# Begonia alicida
Espèce
Begonia alicida est une espèce de plantes de la famille des Begoniaceae. Ce bégonia arbustif est originaire du Birmanie et de Thaïlande.

## Description
C'est un bégonia arbustif, therophyte,.

## Répartition géographique
Cette espèce est originaire du pays suivant : Birmanie, Thaïlande.

## Classification
Begonia alicida fait partie de la section Alicida du genre Begonia, assigné à la famille des Begoniaceae.
L'espèce a été décrite en 1879 par le botaniste britannique Charles Baron Clarke (1832-1906). Elle avait été d'abord nommée de façon erronée B. alaecida en 1879 par J. D. Hooker.